# ماریا جوزفای اسپانیا
ماریا جوزفای اسپانیا (انگلیسی: Infanta Maria Josefa of Spain) هنگامی که پدرش،کارلوس سوم اسپانیا، به تخت نشست عنوان اینفانت اسپانیا را کسب کرد. مادرش ماریا آمالیا بود.